# 正月初五
正月初五是正月的第5天，也是农历新年第5天。

## 出生
- 1823年，清宣宗道光三年 — 李鸿章

## 逝世
- 647年，唐太宗贞观二十一年 — 申国公高士廉。
- 2014年：午馬，香港演員，原名馮宏源。
- 2025年，民國114年 — 臺灣藝人徐熙媛。

## 节假日和习俗
- 華人：破五節（隔開日）。

- 江浙及上海一带多称這一天为小年。

- 定光佛佛诞。

## 参看
- 日历
- 正月初三 - 正月初四 - 正月初五 - 正月初六 - 正月初七
- 腊月初五 - 正月初五 - 二月初五
- 正月 - 二月 - 三月 - 四月 - 五月 - 六月 - 七月 - 八月 - 九月 - 十月 - 十一月 - 腊月
- 公历1月5日